# Ashley Robinson
Ashley Khristina Robinson (Dallas, 12 agosto 1982) è un'ex cestista statunitense, professionista nella WNBA.

## Carriera
È stata selezionata dalle Phoenix Mercury al secondo giro del Draft WNBA 2004 (14ª scelta assoluta).

## Palmarès
- Campionessa WNBA (2010)